# Mistrovství světa v biatlonu 2021 – závod s hromadným startem žen
Závod s hromadným startem žen na Mistrovství světa v biatlonu 2021 se konal v neděli 21. února jako závěrečný ženský závod v pokljuckém biatlonovém stadionu. Na trati 12,5 km jely závodnice pět 2,5kilometrových okruhů s dvěma střelbami vleže a dvěma vstoje. Zahájení proběhlo ve 12.30 hodin středoevropského času. Do závodu nastoupilo 30 biatlonistek – všechny individuální medailistky dosavadního šampionátu, závodnice hodnocené do 15. místa v celkovém pořadí světového poháru a závodnice, které na mistrovství získaly nejvíce bodů do tohoto hodnocení.
Obhájkyní prvenství byla Norka Marte Olsbuová Røiselandová, která v poslední kole neudržela umístění na stupních vítězů a dojela na čtvrté místě. Nezískala tak ani jednu individuální medaili, přestože z předcházejícího ročníku si odvezla cenný kov z každého závodu.
Mistryní světa se stala díky bezchybné střelbě 29letá rakouská biatlonistka Lisa Theresa Hauserová, která tak získala premiérovou zlatou medaili z mistrovství světa a celkově třetí cenný kov, když předchozí dvě druhá místa obsadila ve smíšené štafetě a stíhacím závodu. Na druhém místě dojela Norka Ingrid Landmark Tandrevoldová, která po bronzu s vytrvalostního závodu a zlata ze štafety zkompletovala sbírku cenných kovů. Třetí místo obsadila navzdory třem chybám na střelnici vedoucí závodnice hodnocení světového poháru Tiril Eckhoffová, pro kterou to byla už šestá medaile z tohoto mistrovství světa, díky čemuž se stala nejúspěšnější závodnicí tohoto ročníku. Ze střelnice přitom odjížděla na pátém místě a před krajanku Røiselandovou se dostala až v cílové rovince.

## Výsledky
| Pořadí | č. | biatlonistka                    | stát                  | střelba (L+L+S+S) | čas     | ztráta  |
| --- | -- | ------------------------------- | --------------------- | ----------------- | ------- | ------- |
| Zlatá medaile | 4  | Lisa Theresa Hauserová          | Rakousko              | 0 (0+0+0+0)       | 36:05,7 |         |
| Stříbrná medaile | 7  | Ingrid Landmark Tandrevoldová   | Norsko                | 1 (0+0+1+0)       | 36:27,4 | +21,7   |
| Bronzová medaile | 1  | Tiril Eckhoffová (y)            | Norsko                | 3 (1+0+1+1)       | 36:28,7 | +23,0   |
| 4. | 8  | Marte Olsbuová Røiselandová (g) | Norsko                | 1 (0+1+0+0)       | 36:29,3 | +23,6   |
| 5. | 24 | Lisa Vittozziová                | Itálie                | 1 (0+1+0+0)       | 36:54,6 | +48,9   |
| 6. | 10 | Franziska Preussová             | Německo               | 2 (1+0+1+0)       | 36:58,3 | +52,6   |
| 7. | 5  | Hanna Öbergová                  | Švédsko               | 2 (1+0+1+0)       | 37:03,4 | +57,7   |
| 8. | 9  | Dorothea Wiererová              | Itálie                | 3 (1+0+1+1)       | 37:11,0 | +1:05,3 |
| 9. | 28 | Baiba Bendiková                 | Lotyšsko              | 2 (0+0+0+2)       | 37:20,0 | +1:14,3 |
| 10. | 19 | Vanessa Hinzová                 | Německo               | 1 (0+0+1+0)       | 37:26,9 | +1:21,2 |
| 11. | 14 | Linn Perssonová                 | Švédsko               | 3 (0+1+1+1)       | 37:32,2 | +1:26,5 |
| 12. | 20 | Olena Pidhrušná                 | Ukrajina              | 2 (0+0+1+1)       | 37:42,2 | +1:36,5 |
| 13. | 2  | Markéta Davidová                | Česko                 | 2 (0+1+1+0)       | 37:49,4 | +1:43,7 |
| 14. | 11 | Elvira Öbergová (b)             | Švédsko               | 3 (1+1+1+0)       | 38:00,6 | +1:54,9 |
| 15. | 16 | Lena Häckiová                   | Švýcarsko             | 3 (1+0+1+1)       | 38:12,3 | +2:06,6 |
| 16. | 13 | Julia Simonová (r)              | Francie               | 4 (3+0+0+1)       | 38:23,5 | +2:17,8 |
| 17. | 27 | Emma Lunderová                  | Kanada                | 3 (0+1+2+0)       | 38:26,3 | +2:20,6 |
| 18. | 17 | Selina Gasparinová              | Švýcarsko             | 4 (0+2+1+1)       | 38:26,6 | +2:20,9 |
| 19. | 25 | Světlana Mironovová             | Ruská biatlonová unie | 6 (0+1+4+1)       | 38:27,5 | +2:21,8 |
| 20. | 26 | Irina Kazakevichová             | Ruská biatlonová unie | 4 (0+0+2+2)       | 38:31,0 | +2:25,3 |
| 21. | 22 | Elisa Gasparinová               | Švýcarsko             | 3 (0+0+2+1)       | 38:44,3 | +2:38,6 |
| 22. | 21 | Monika Hojniszová               | Polsko                | 4 (1+2+1+0)       | 38:44,6 | +2:38,9 |
| 23. | 30 | Anaïs Bescondová                | Francie               | 3 (1+0+1+1)       | 39:01,2 | +2:55,5 |
| 24. | 18 | Ida Lienová                     | Norsko                | 4 (0+1+2+1)       | 39:13,0 | +3:07,3 |
| 25. | 29 | Susan Dunkleeová                | USA                   | 3 (0+2+0+1)       | 39:17,0 | +3:11,3 |
| 26. | 12 | Dzinara Alimbekavová            | Bělorusko             | 7 (4+1+0+2)       | 39:18,0 | +3:12,3 |
| 27. | 3  | Anaïs Chevalierová-Bouchetová   | Francie               | 5 (2+2+1+0)       | 39:37,0 | +3:31,3 |
| 28. | 15 | Justine Braisazová              | Francie               | 7 (2+2+2+1)       | 40:20,5 | +4:14,8 |
| 29. | 23 | Darja Blašková                  | Ukrajina              | 6 (2+1+0+3)       | 41:05,9 | +5:00,2 |
| 30. | 6  | Hanna Solová                    | Bělorusko             | 11 (3+3+4+1)      | 42:03,6 | +5:57,9 |
| Zdroj:, Č. – startovní číslo závodnice, y – vedoucí závodnice hodnocení světového poháru, r – vedoucí závodnice hodnocení disciplíny, b – nejlepší závodnice do 25 let, g – obhájkyně vítězství |    |                                 |                       |                   |         |         |